# 스트라키노
스트라키노(이탈리아어: stracchino) 또는 크레셴차(이탈리아어: crescenza)는 우유로 만드는 치즈로서 외피 없이 생산되는 부드러운 치즈이다. 이탈리아의 롬바르디아주, 피에몬테주, 베네토주에서 많이 생산되며 맛이 타르트와 비슷하고 버터같은 느낌이 많이 나는 치즈이다.